# María Jacinta Almeida
María Jacinta Almeida (f. Quito, 27 de junio de 2020) fue una comerciante y activista transgénero ecuatoriana. Como parte de la Asociación Coccinelle, luchó para alcanzar la despenalización de la homosexualidad en Ecuador, objetivo que se cumplió el 25 de noviembre de 1997. Décadas después se unió a otras cuatro activistas transgénero y demandó al Estado por delitos de lesa humanidad cometidos contra miembros de la comunidad LGBT durante las décadas de 1980 y 1990.

## Biografía
A los 18 años de edad se mudó a la ciudad de Quito, donde empezó a trabajar desde 1979 como vendedora informal de productos variados en el sector de La Marín. Según afirmó en un reportaje recogido por el diario local El Comercio, fue la primera persona abiertamente LGBT en trabajar como comerciante en las calles de Quito.
Durante el gobierno del presidente conservador León Febres-Cordero Ribadeneyra (1984-1988) fue víctima de represión policial por parte de los Escuadrones volantes debido a su identidad de género.
Participó activamente como parte de la Asociación Coccinelle en la campaña por lograr la despenalización de la homosexualidad en Ecuador, que alcanzó su meta gracias a un dictamen del Tribunal Constitucional emitido el 25 de junio de 1997 en el que declaró inconstitucional el primer inciso del artículo 516 del Código Penal, que tipificaba la homosexualidad como delito.
Décadas más tarde fue una de las principales promotoras de la formación del colectivo Nueva Coccinelle, que reunió a antiguas integrantes de la asociación original y del que Almeida se convirtió en vicepresidenta. Desde el colectivo, Almeida inició una campaña para encontrar más personas LGBT sobrevivientes de represión policial que quisieran narrar sus experiencias. El 17 de mayo de 2019, Almeida y otras cuatro integrantes de Nueva Coccinelle presentaron una demanda por crímenes de lesa humanidad contra el Estado ecuatoriano por las violaciones a los derechos humanos contra miembros de la comunidad LGBT durante las décadas de 1980 y 1990 y que fueron recogidos por la Comisión de la Verdad en un informe detallado desde 1984 a 2008.
Falleció el 25 de junio de 2020 debido a problemas pulmonares causados por su trabajo como comerciante. Al momento de su muerte, la demanda que había planteado al Estado con el resto del colectivo aún no había obtenido resultados.